# とでんか
『とでんか』は、大塚英志原作、樹生ナト画による日本の漫画。

## 概要
東京都交通局第二総務課「都市伝説苦情受付窓口」、通称「とでんか」の活躍を描いたサスペンスホラー漫画。都市伝説を実在するものとして描かれている。
2007年から2013年まで、角川書店の雑誌『コミック怪』で連載され、単行本全7巻で完結した（『探偵スズキイチロー』前編及び後編は『コミックチャージ』、『民俗学者 宮田教授伝奇考』は『ヤングエース』、『宮田院生伝奇考 1Q8X』は『コミック怪』で掲載）。スピンオフ作品として『とでんか少年探偵団』がヤングエース2011年9月号から2012年1月号まで全5話で連載された(単行本全1巻)。

## 登場人物

### とでんか
月極駐（つきぎわ とめる）
主人公。大学では民俗学研究室で都市伝説の研究をしていた。就活に失敗し、大学院入りも出来なかったが、宮田教授の口車に乗せられて、とでん課の非正規職員となる。都市伝説が普通に存在する職場に戸惑っている。
都市伝説に関する豊富な知識からくる鋭い着眼点が仕事に役立っているが、怪談語りが下手。
南戸博美（なんど ひろみ）
とでん課係長の女性。警視庁からの出向で元はSP。真っ白な髪が特徴。他人の思考を読むことができる。過去に自分の子供が行方不明になったことがあるらしい。離婚歴がある。
木村太郎（きむら たろう）
人面犬の男性。正式な職員ではないのだが、「とでんか」に入り浸っており、月極、南戸と共に仕事にあたることが多い。大学の研究者が自分を造った時に捨て犬の身体を使ったためゴミ捨て場を漁る癖がある。顔は常にゴルフ焼けしている。普通の人間である美人の奥さんがいる。アライグマを毛嫌いしている。
木島（きじま）
とでん課課長代理。とでんかの建物の天井裏に住んでおり誰も顔を見たことがない。「とでんか」では最古参。1階との会話は糸電話を介して行われる。天井裏には昭和（1巻キャラクター図録によると明治）に入ってからの全ての新聞がストックされており、事件に関係する記事をその都度落としてくる「とでんか」ならではの検索システムになっている。
笹山徹（ささやま とおる）
東京都知事兼とでん課課長。都政は、有能な副知事の元妻が仕切っており、人望もないためいつも「とでんか」に入り浸っている。存在感がなく滅多に都庁に顔を出さないため、都庁警備員にすら都知事だと認識されていない。元新宿区役所福祉課の職員で、圧倒的人気を誇った前都知事への対抗馬が見つからなかった中、突如、無所属で立候補し、「ホームレスなど都内に居住する全ての人々に住民票を取得させ都民と平等の住民サービスを受けさせること」を公約に掲げて当選したが、「人でないもの」についてもサービスを保証したことで、騒動を引き寄せてしまった。

### 協力者
鈴木一郎（すずき いちろう）
探偵の男性。大学生の頃にパックパッカーとして海外旅行中に謎の組織に拉致され、両手両足を切断されて某国の山間部で「達者」（達磨）という看板を掲げた怪しい小屋で見世物にされていた過去を持つ。復讐のために自分をそのような目に遭わせた組織を追っている。
盛田敦（もりた あつし）
公安調査庁の「地球外生命課」の調査官。自他共に認める重度の『Xファイル』おたくで、事件の度に宇宙人の陰謀を主張するので「公安のモルダー」と呼ばれている。
宮田昇太（みやた のぼった）
学園都市大学比較文化学類民俗学研究室教授。月極駐の恩師の指導教員。
モデルは原作者大塚英志の大学時代の恩師の宮田登。
笹山綺羅子（ささやま きらこ）
東京都副知事で笹山の元妻。人望のない笹山に代わり都庁を仕切っている。笹山とは離婚しているが、その後も笹山姓を名乗っている。また、週に一度笹山の家へ掃除と洗濯をしに嬉々として通っていたり、笹山のために色々手を回したりと、いまだ愛情はある様子。南戸の元夫の姉。
ぐ〜りぐりの人
検索ソフト「ぐ〜りぐり」の日本法人社長。顎髭を生やした男性。月極の卒論に興味を持ってスカウトしたが、月極はとでんか残留を希望したため断られた。しかし以後も月極の求めに応じて捜査に協力してくれることがある。「とでんか」とは別に、現実社会に顕現する都市伝説にアプローチしている。

### その他
田中和子（たなか かずこ）
口裂け女の女性。スーパーマーケット「三軒茶屋」のパート店員。その速い足を見込まれて、万引き犯が店の外に出る前に捕まえる万引き防止係をしている。ポマードの匂いが苦手。着用している赤いコートは、脱ぐことが不可能と言っている。
有馬（ありま）
環境省野生動物課の職員。フクロギツネなど外来種の駆除を手掛けるほか、都市伝説中の存在を確保し隔離施設に搬送している。

## 用語
特別特定失踪者
警察に届けられる失踪者の中から、家出・事件・自殺・拉致被害といった可能性を排除して残る「神隠し」としかいいようのない行方不明者のことで、その捜査・捜索に強いこだわりを持つ南戸のため、警視庁黙認の元に「とでんか」の担当扱いになっている。

## 書籍情報
カドカワコミックス、全7巻
- 第一巻 2009年1月5日発行、ISBN 978-4-04-854284-5 第一説〜第三説収録
- 第二巻 2009年11月26日発行、ISBN 978-4-04-854395-8 第四説〜第六説と「探偵スズキイチロー」を収録
- 第三巻 2010年10月26日発行、ISBN 978-4-04-854548-8 第七説〜第十説収録
- 第四巻 2011年7月23日発行、ISBN 978-4-04-854660-7 第十一説〜第十五説と「民俗学者宮田教授伝奇考 学園都市は羊男の夢をみるか?」収録
- 第五巻 2012年2月24日発行、ISBN 978-4-04-120154-1 第十六説〜第十八説と「宮田院生伝奇考 1Q8X」収録
- 第六巻 2013年3月4日発行、ISBN 978-4-04-120617-1 第十九説〜第二十二説収録
- 第七巻 2014年1月25日発行、ISBN 978-4-04-120972-1 第二十三説〜第二十五説収録
- スピンオフ作品『とでんか少年探偵団』全1巻 2012年3月26日発行